# Mindaugas Mizgaitis
Mindaugas Mizgaitis (Kaunas, 14 de octubre de 1979) es un deportista lituano que compitió en lucha grecorromana.
Participó en dos Juegos Olímpicos de Verano, obteniendo una medalla de plata en Pekín 2008, en la categoría de 120 kg, y el 11.º lugar en Atenas 2004.
Ganó una medalla de bronce en el Campeonato Europeo de Lucha de 2010.

## Palmarés internacional
| Juegos Olímpicos   | Juegos Olímpicos  | Juegos Olímpicos  | Juegos Olímpicos |
| Año                | Lugar             | Medalla           | Categoría        |
| ------------------ | ----------------- | ----------------- | ---------------- |
| 2008               | Pekín (China)     | Medalla de plata  | 120 kg           |
| Campeonato Europeo |                   |                   |                  |
| Año                | Lugar             | Medalla           | Categoría        |
| 2010               | Bakú (Azerbaiyán) | Medalla de bronce | 120 kg           |